# جريجوري نافا
جريجوري نافا (بالإنجليزية: Gregory Nava) (و. 1949  م) هو مخرج أفلام، وكاتب سيناريو، ومنتج أفلام أمريكي، ولد في سان دييغو.

## التعليم
تعلم في جامعة كاليفورنيا، لوس أنجلوس، ومدرسة يو سي إل إيه للمسرح والسينما والتلفزيون ‏.

## الأعمال
- الشمال

## وصلات خارجية
- جريجوري نافا على موقع IMDb (الإنجليزية)
- جريجوري نافا على موقع قاعدة بيانات الأفلام العربية
- جريجوري نافا على موقع ألو سيني (الفرنسية)
- جريجوري نافا على موقع أول موفي (الإنجليزية)
- جريجوري نافا على موقع بوكس أوفيس موجو (الإنجليزية)
- جريجوري نافا على موقع قاعدة بيانات الأفلام السويدية (السويدية)
- جريجوري نافا على موقع قاعدة بيانات الفيلم (الإنجليزية)
- جريجوري نافا على موقع كينوبويسك (الروسية)